# Zutendaalbeek

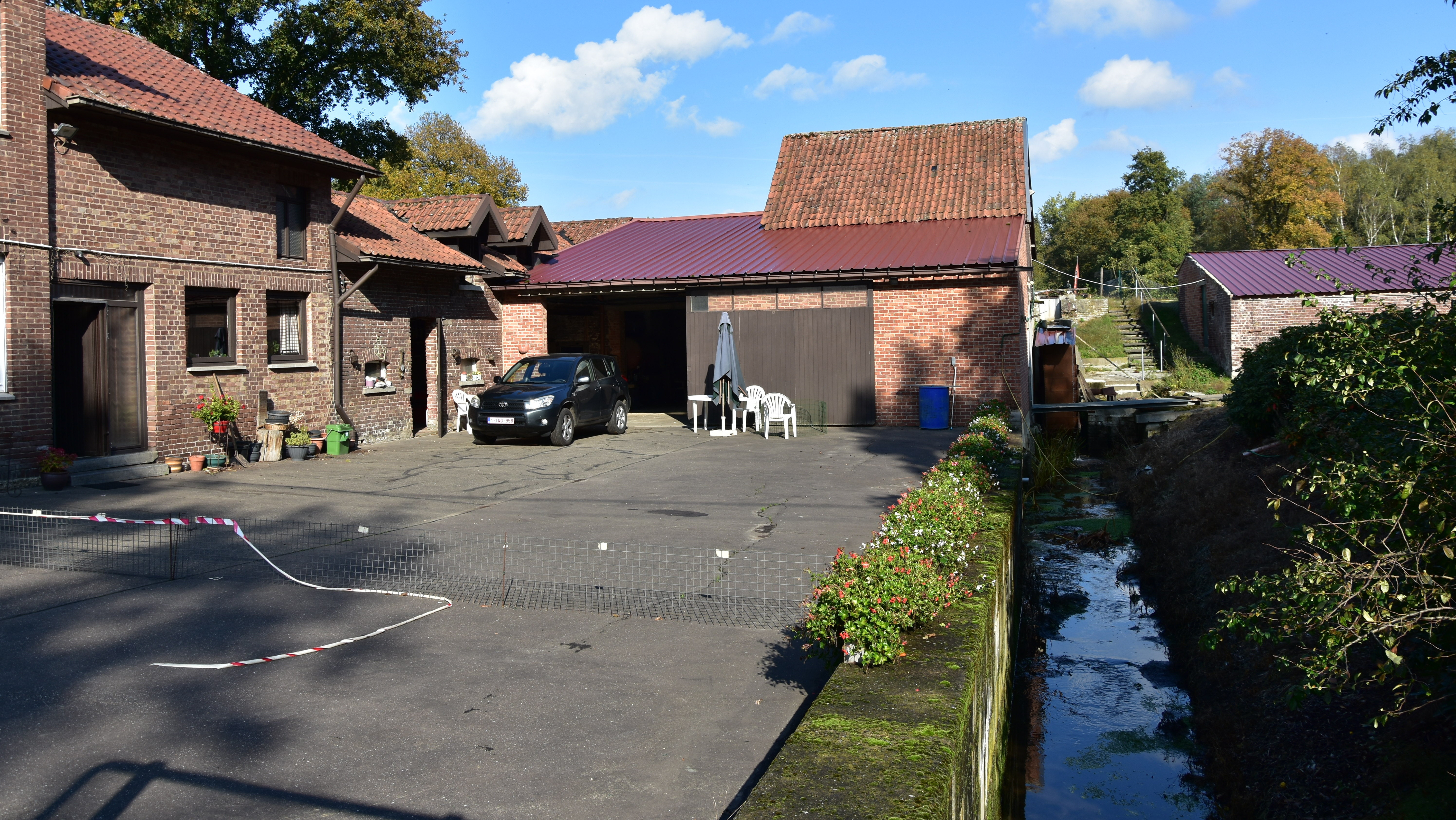
De Suetendaelmolen op de Zutendaalbeek

De Zutendaalbeek is een beek die ontspringt op het Kempens Plateau ten zuidwesten van Zutendaal en van daar verder in zuidwestelijke richting stroomt.
Daar bevindt zich de Suetendaelmolen, welke door de beek en het verzamelde water in de wijer wordt aangedreven. Vervolgens wordt de beek onder het Albertkanaal doorgeleid. Aan de overzijde stroomt ze door het Munsterbos, waar een zestal beekjes bij elkaar komen om de Munsterbeek te vormen, welke in westelijke richting naar de Demer stroomt.
De Zutendaalbeek bezit helder, voedselarm water.